# Jordans
Pour les articles homonymes, voir Jordans (homonymie).
Jordans est une entreprise anglaise qui manufacture des produits céréaliers croquants, similaires au muesli, issus d'avoines et de fruits à coque. Elle est située à Biggleswade dans le Bedfordshire.

## Histoire
Le moulin d'Holme se trouve aux limites du village de Langford, au sud de la ville saxonne de Biggleswade, à côté de la rivière Ivel dans la campagne anglaise au nord de Londres ; William Herbert Jordan acheta les lieux en 1855 mais la meunerie prit feu en 1894, puis fut quasiment détruite par un deuxième incendie en 1899. Depuis sa reconstruction, elle a produit sans discontinuer de la farine. En 1972, est fondée l'actuelle société dite W.Jordan (Cereals) Ltd. Bill et David Jordan, frères issus de la famille fondatrice, en sont encore les gérants. Dans le même endroit se trouve un dépôt d'usine. L'entreprise moderne fabrique toujours son produit principal qui s'appelle Crunchy Oats ; il s'agit d'un type de granola issu d'avoines. Le Livre du Jugement Dernier note l'existence d'un moulin sur le même terrain en 1086.
En 1981, la moyenne surface coopérative ouvrière anglaise Waitrose commença à vendre les aliments de chez Jordans.  Depuis 1981 également, sont confectionnées des barres à céréales dites Original Crunchy. La gamme est désormais portée à 4 barres différentes : Frusli avec ses 25 % de fruit, Breakfast Bars (barres à petit déjeuner), Luxury Absolute Nut Bar (barre à noix de luxe absolue) et l'Original Crunchy Bar. La barre de luxe a été lancée en 2004.
Le produit particulièrement populaire en France de cette compagnie est Country Crisp, lancé en 1991.
En 2002, la société vit la formation du partenariat de l'Organic and Natural Food Company (la Compagnie de l'alimentation biologique et naturelle) avec la société Yeo Valley Organic. Il fournit aux écoles des distributeurs automatiques de nourriture saine.
En avril 2003, la société Jordans s'est vu accorder une récompense de la catégorie régionale concernant l'échange international dans le cadre des Queen's Awards for Enterprise.
En 2005, Bill Jordan devint MBE, membre de l'Ordre de l'Empire britannique.
En septembre 2007, la société d'Associated British Foods qui fabrique les biscottes Ryvita, racheta 20 % des actions.
Depuis 2015, la fourniture d'emballages à Jordans est assurée par Excelsior Technologies Ltd. du Deeside au Pays de Galles du nord.

## Efforts pour la protection de l'environnement
Jordans se fournit en avoines cultivées par les producteurs relevant du programme Conservation Grade, répandus à travers la Grande-Bretagne et bénéficiant d'une prime pour la création d'habitats susceptibles de favoriser la flore et la faune sur 10 % de leur surface productrice.
Jordan's détient également sa propre réserve naturelle à Pensthorpe dans le Norfolk où elle veille à la mise en œuvre de projets de grande ampleur pour rétablir la grue cendrée ainsi que pour sauvegarder les espèces natives britanniques comme l'écureuil roux.
Du même élan que la moyenne surface coopérative consommatrice, le Co-operative Group, la société Jordan's est soucieuse du déclin rapide de la population des abeilles. Elle a donc lancé la campagne du Big Buzz (le grand bourdonnement) en mai 2009 sous l'égide de l'Association apicultrice britannique et de l'Association pour la préservation des abeilles.
Le moulin d'Holme, lui, devint musée en 2015, après l'ouverture d'un centre de visites sur les lieux, grâce au transfert de la production vers une nouvelle usine située dans la zone de développement du nouveau quartier de Biggleswade à Saxon Gate.

## Situation dans le marché céréalier
C'est le 4e plus grand fabricant du Royaume-Uni après Kellogg's, Nestlé et Weetabix. Un quart de la production est exporté, dont une moitié attribuée à la France où la céréale façon muesli est la plus vendue. La marque principale sur le marché britannique est Luxury Crunchy. La société est adhérente de l'Association des producteurs de céréales alimentaires, elle-même membre de CEEREAL, l'Association européenne de céréales.

## Ingrédients
À part les diverses céréales, les fruits à coque utilisés dans les aliments de chez Jordans sont la noisette, la noix de pécan, la noix du Brésil et l'amande.

## Éventail de produits

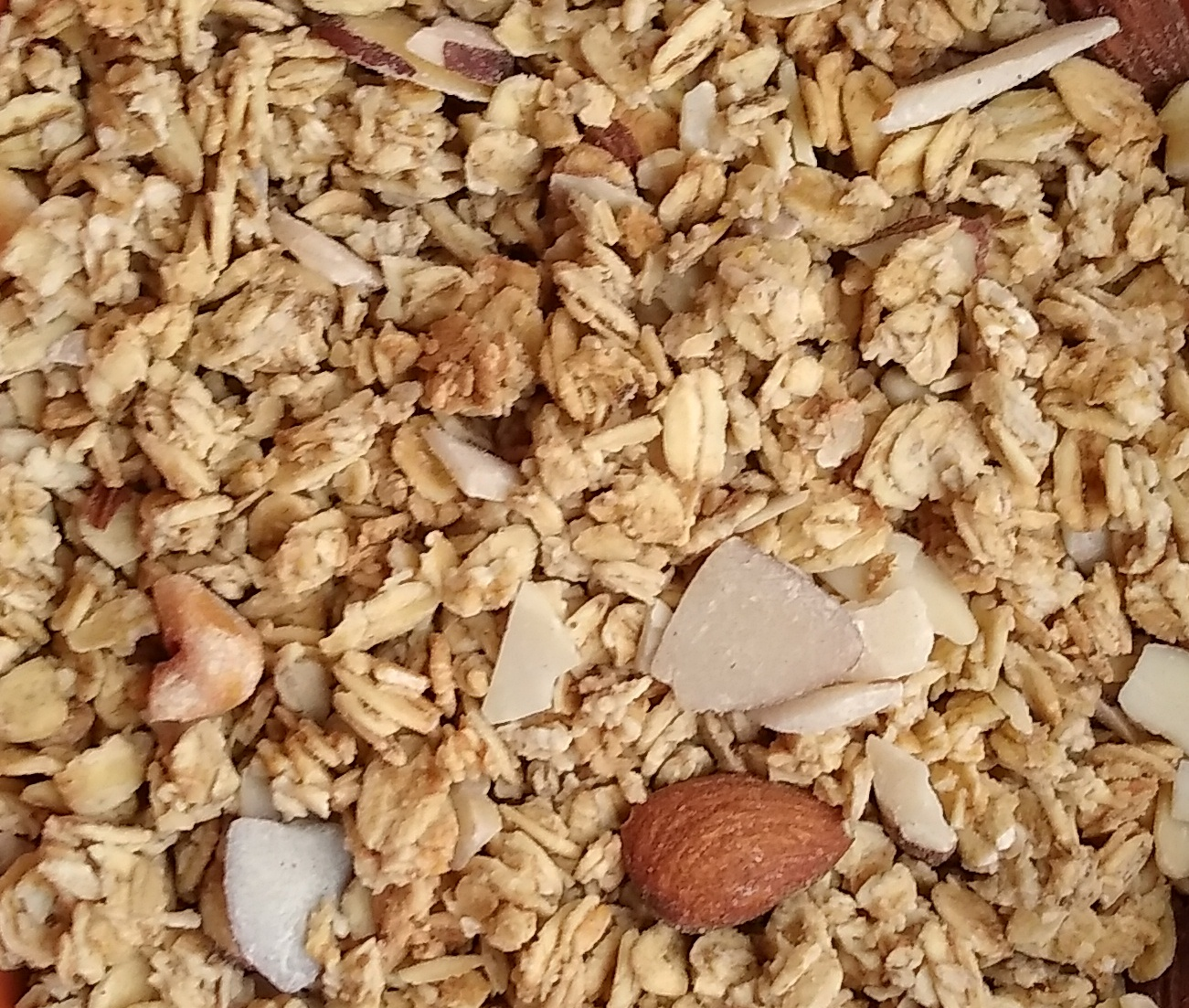

### Céréales
- Muesli en diverses saveurs : fruits et noix ; vraiment fruité ; noix et grains ; fibre fruitée ; naturel ; bio ; extra baies.
- Country Crisp : avoines croquantes amassées en diverses saveurs (fraise ; framboise ; miel ; gros noix ; chocolat noir ; raisin sec).
- Frusli : barre à céréale de petit déjeuner en diverses saveurs : vraiment tropique ; pommes, raisin sec de Smyrne et cannelle ; raisin sec et noisette ; canneberge et pomme ; baies rouges ; éclatement de myrtilles.
- Crunchy Oats en diverses saveurs : super noix ; raisin sec et miel ; spécial fruits et noix ; tropique ; granola super aux baies.
- Avoines à porridge en plusieurs types : grosses traditionnelles ; bio ; rapides et onctueuses.
- Germe (amidon) et son de blé.

### Barres de céréales
- Original Crunchy : miel et amande.
- Le petit déjeuner en barre : fruit et noix ; canneberge et raisin sec ; érable et pécan.
- Absolute Nut Luxury Bar.
- Absolute Berry bar.